# Chet Forrest
Bob Wright (Nueva York, Estados Unidos, 31 de julio de 1915-Miami, 10 de octubre de 1999) fue un letrista y compositor de canciones estadounidense, principalmente conocido por sus temas para el musical Kismet, en los que trabajó junto a Bob Wright.
Además fue nominado al premio Óscar a la mejor canción original por la canción Always is always de la película Mannequin, premio que finalmente ganó la canción Thanks for the memory que interpretaban Bob Hope y Shirley Ross en The Big Broadcast of 1938.
También adaptó la música de Edvard Grieg para la opereta Canción de Noruega.

## Premios y distinciones
Premios Óscar
| Año  | Categoría              | Canción               | Película          | Resultado |
| ---- | ---------------------- | --------------------- | ----------------- | --------- |
| 1939 | Mejor canción original | «Always and Always»   | Mannequin         | Nominado  |
| 1941 | Mejor canción original | «It's a Blue World»   | Music in My Heart | Nominado  |
| 1943 | Mejor canción original | «Pennies for Peppino» | Flying with Music | Nominado  |